# Trichoserixia rondoni
Trichoserixia rondoni là một loài bọ cánh cứng trong họ Cerambycidae.